# Сарапульцев, Пётр Алексеевич
Пётр Алексеевич Сарапульцев (род. 11 ноября 1947 года) — советский и российский врач, доктор медицинских наук, профессор. Заслуженный деятель науки Российской Федерации.

## Биография
После окончания Свердловского государственного медицинского института работал врачом инфарктного отделения Городской клинической больницы № 1 с 1971 по 1973 гг. В 1973 г. избран на должность ассистента кафедры госпитальной терапии СГМИ. В 1983 г. защитил кандидатскую диссертацию по специальности гастроэнтерология и ревматология.
Работал на кафедре ассистентом (1973—1988 гг.), доцентом (1988—1994 гг.). После защиты в 1993 г. докторской диссертации по кардиологии на тему «Вопросы генетической предрасположенности, патогенеза нейроциркуляторной дистонии с синдромом кардиалгии и новые подходы к её диагностике и лечению» в 1994 г. избран на должность заведующего кафедрой внутренних болезней № 1 (1994—2004 гг.). В 1996 г П. А. Сарапульцеву присвоено ученое звание профессора.
В 2004 г. перешёл на работу в Институт иммунологии и физиологии УрО РАН на должность ведущего научного сотрудника лаборатории морфологии. В 2006 г. П. А. Сарапульцевым организована лаборатория «Иммунофизиологии обменных процессов», заведующим которой он являлся до 2008 г. В связи с реорганизацией института в 2008 г. переведён на должность главного научного сотрудника объединённой лаборатории иммунопатофизиологии. В этой должности работает по настоящее время.

## Научная деятельность
П. А. Сарапульцев является специалистом в области кардиологии, гастроэнтерологии и эндокринологии. В области кардиологи П. А. Сарапульцевым получены важнейшие результаты: установлены этиопатогенетические механизмы возникновения функциональной патологии сердца, механизмы возникновения и клинические проявления патологии сердечно-сосудистой системы при анкилозирующем спондилоартрите; в области гастроэнтерологии установлены клинико-патогенетические закономерности развития демпинг синдрома и особенности морфооптического состояния жидких сред организма при хронических вирусных гепатитах; в области эндокринологии разработана методика выявления генетической предрасположенности к различным формам сахарного диабета, выявлены особенности изменения сердечно-сосудистой системы при развитии диабетической кардиопатии и метаболическом синдроме.
Под руководством П. А. Сарапульцева защищено 7 докторских и 14 кандидатских диссертаций. Автор 70 печатных работ

## Членство в ассоциациях и награды
В 2011 году был удостоен почетного звания «Заслуженный деятель науки Российской Федерации».
Действительный член Общества Экспериментальной биологии и медицины (Society for Experimental Biology and Medicine, SEBM).